# アナトリアプレート
アナトリアプレート（英語: Anatolian Plate、トルコ語: Anadolu Yaylası）とは、トルコ界隈に位置する比較的小規模な大陸プレートである。アナトリア高原は、このプレートの直上とされている。

## 位置と移動方向

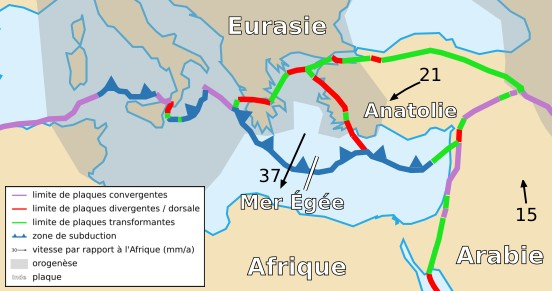
中央右側の「Anatolia」と書かれている所が、アナトリアプレートの位置。

アナトリアプレートの東側は、左横ずれ断層であるトランスフォーム断層の東アナトリア断層を挟んで、アラビアプレートと接している。南側及び南西側は収束型境界であり、アフリカプレートと接している。西側ではエーゲ海プレートと接しており、アナトリアプレートと共に圧縮し合っており、これがギリシャ弧の成因の1つであると考えられている。北側では北アナトリア断層を挟んで、ユーラシアプレートと接している。このため、アナトリアプレートの周辺には比較的狭い範囲に、三重会合点（triple junction）が複数存在する。
アナトリアプレートは、エーゲ海プレートに東に向けて押され、さらに、アラビアプレートやアフリカプレートには北に向けて押されているのに対して、ユーラシアプレートによって北側に進むのを抑制されている。このためアナトリアプレートは、概ね反時計回りに東南方向へと動いている。アナトリアプレートをユーラシアプレートの一部とする文献も見られるが、北アナトリア断層の研究により、ユーラシアプレートとは別なプレートであると示された。なお、このように狭い範囲にプレート境界が多数存在するため、この付近は地球上における地震の多発地帯として知られる。